# 红塔山香烟
红塔山香烟是由中国云南省玉溪卷烟厂生产的卷烟，其消费者遍布中国大陆。

## 历史

### 1950年代至1970年代
红塔山香烟诞生于1959年。

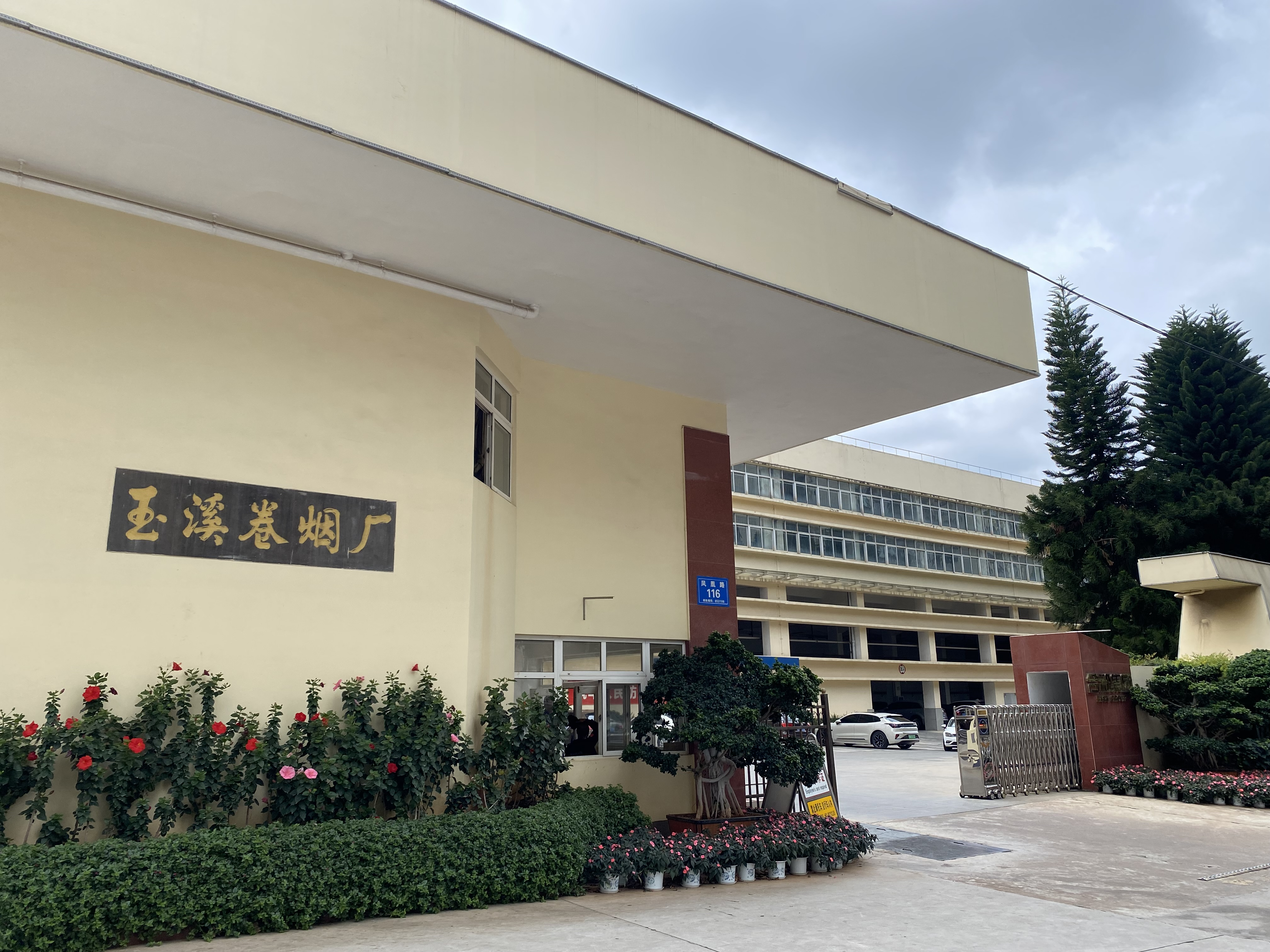
玉溪卷烟厂

1959年，玉溪市卷烟厂从上海“华美”私人卷烟厂调来了30台卷烟机和36位上海师傅。当时玉溪卷烟厂生产了80.4箱甲级卷烟为“国庆10周年献礼”。工厂以大跃进时期被漆红的红塔为名，将新生产的香烟的烟名定为“红塔山”。而烟标也如其名，左侧为红色的塔，右侧为红色的山和红色的云。当年，红塔山注册为中国商标。
1970年代末期，玉溪卷烟厂卷烟机由30台提升至60台，而红塔山最高时产量也达到了30万箱。

### 1980年代至1990年代
1980年代到90年代，红塔山牌香烟迅速崛起。在1980年代，一些广东的商人做起了红塔山的生意，这也使得“红塔山走向了全国”。
1988年，国家放开了包括红塔山在内的13种香烟的售价，使人们能够以公平的价格买到红塔山。1996年，红塔山的销售量达到了90万箱；在这二十年内，红塔山为国家创利税达到八百多个亿。
1999年1月27日，红塔集团全资子公司－香港红塔国际烟草有限公司正式在港开业投产，这是目前唯一一家获政府授权在香港生产“红塔山”牌卷烟的公司。

### 二十一世纪
在1999年到2001年三年间，由于地方保护主义和假烟横行，导致红塔山发展遇到了一定的波折。为此，国家烟草专卖局提出了“保卫红塔山”的口号。而在2007年，红塔山的销量达到了100万箱。